# Јозеф Тисо
Јозеф Тисо (слч. Jozef Tiso; Битча, 13. октобар 1887 — Братислава, 18. април 1947) био је римокатолички свештеник посланик чехословачког парламента, члан чехословачке владе и једини председник Прве словачке републике тадашње сателитске државе Трећег рајха.
Када је совјетска Црвена армија у априлу 1945. заузела последње делове западне Словачке, Тисо је побегао у Аустрију, а затим у Немачку, где су га америчке трупе ухапсиле и потом изручиле поново формираној Чехословачкој, где је осуђен за велеиздају, издају националног устанка и сарадње са нацистима, а потом је погубљен вешањем 1947. и сахрањен у Братислави. Његови остаци су 2008. године сахрањени у крипти катедрале у Нитри, Словачка.

## Рани живот
Тисо је рођен у Битчи тада мађ. Nagybiccse) у словачкој породици, у жупанији Треншен, Краљевине Угарске, тада у саставу Аустро-Угарске. Одрастао је у религиозној породици и студирао је у локалној основној школи. Затим је, као добар ђак са смислом за језике, учио нижу гимназију у Жилини . Школа је имала јасно мађарски дух, пошто су све словачке гимназије биле затворене у време његовог студирања. Овде је почео да користи мађарски облик свог имена. Током1902. почео је да студира вишу пијаристичку гимназију у Њитри. Епископ Њитре, Имре Бенде, понудио му је прилику да студира за свештенство у престижном Пазманеуму у Бечу. Тисо, коме је предавало неколико елитних професора, упознао се са разним филозофијама и најновијим папским енцикликама. Такође је проширио своје језичке вештине.Већ је знао мађарски, немачки и латински језик, а проучавао је хебрејски, арамејске дијалекте и арапски језик. Записи из периода његовог школовања га описују углавном као „одличног“, „узорног“ и „побожног“ ученика. Уписавши Универзитет у Бечу 1906. године, стекао је докторат теологије 1911. године.
Рани период службе радио је као свештенички помоћник у три парохије у данашњој Словачкој. Тисо се интересовао за јавне послове и обављао је обиман просветни и друштвени рад. Током своје борбе против сиромаштва и алкохолизма, можда је усвојио и неке стереотипне и поједностављене погледе на словачко-јеврејске односе. Овакви ставови нису били неуобичајени у савременом друштву, укључујући свештенике или друге људе са високим образовањем. За све већи алкохолизам окривио је власнике јеврејских кафана, а био је и члан удружења за самопомоћ које је продавало храну и одећу јефтиније од локалне јеврејске продавнице. Тисо је постао члан Неп парт (Католичке народне партије) и писао је за часопису који је био под власништвом стране Kresťan (превод: Хришћанин).
Током Првог светског рата служио је као теренски парох 71. пешадијског пука аустроугарске војске регрутованог углавном из словачких војника. Пук је претрпео велике губитке у Галицији. Тисо је из прве руке стекао искуство са ратним страхотама, али и германизацијом и русификацијом локалног становништва. Он је био инспирисан бољом организацијом словеначког националног покрета. Тисова војна каријера прекинута је тешким обољењем бубрега и пуштен је из служења војног рока. Није се вратио у своју ранију парохију у Бановце на Бебрави, али га је Бендеов наследник Вилмош Батјани именовао за духовног управника Нитранске богословије. Тисо је у то време био активан и као школски наставник и новинар. Објавио је своја искуства из рата („Дневник са северног фронта“). У другим чланцима писаним са патриотским тоновима, он је истицао потребу за добрим војничким моралом и дисциплином. Међутим, то није било атипично и одражавало је широко распрострањени стил  тадашње штампе, укључујући ограничени сет словачких новина које се још увек штампају. Обрађивао је и верске и образовне теме, наглашавајући потребу за верском литературом на словачком језику.
Тисо није био политички активан у предратном националном покрету. Његови политички противници покушавали су да га прикажу као Мађарона (мађаризованог Словака), док су неки словачки националисти тражили доказе о његовој раној националној оријентацији. Оба погледа су у великој мери поједностављена. Тисо је пажљиво избегавао национални језик самокатегоризације, његово понашање би могло бити уоквирено приступом „националне равнодушности“ – пракса која је у великој мери била раширена у средњој Европи пре 1918. Његова једина критика била је усмерена на Јевреје. У неким својим списима пре 1918. године Тисо се жалио на државну хијерархију или владајућу либералну партију, али никада није осудио мађаризацију или мађарски национализам. Истовремено, био је више фокусиран на друштвене и верске активности међу Словацима, не откривајући своју етничку или националну самоидентификацију. Што је најважније, Тисо је јавно деловао као лојалан поданик династије Хабзбург. Занимљиво је да његови списи пре откривају да је његов идентитет био чвршће везан за целу Аустроугарску монархију, него за Краљевину Мађарску, чији је он формално био држављанин.

## Слом Аустроугарске
У јесен 1918. Тисо је признао да је Аустроугарска монархија неодржива. Такође је схватио да се историјска Краљевина Угарска више не може опстати. Без обзира на формалну чехословачку декларацију о независности, пут до стварне контроле чехословачких тела над Словачком није био једноставан. Такође, и даље је било нејасно којој ће држави Нитра припасти након распада Аустроугарске. У тим условима почео је да припрема своје читаоце за нови државно-политички режим. Тисо је именован за секретара новог словачког националног савета и прихватио је политику као каријеру.

## Прва чехословачка република
Децембра 1918. године, Тисо је постао члан обновљене Словачке народне странке (Slovenská ľudová strana, тзв. Ľudáks). Странка је подржавала идеју парламентарне демократије, бранила је интересе својих словачких католичких гласача и тражила словачку аутономију у оквиру Чехо-Словачке. Тисо, углавном непознат пре пуча, постепено је јачао своју позицију у партијској хијерархији. Његово елитно образовање, висока интелигенција, енергија, велико радно искуство са обичним људима и способност да говори заједничким речима учинили су га популарним говорником и новинаром странке. Године 1919. основао је подружницу партије у Нитри и организовао гимнастичку организацију Орол (Орао), противтежу сличне чешко-чехословачке организације Сокол. Тисо се први пут кандидовао за парламент на чехословачким парламентарним изборима 1920 . Иако су изборни резултати из његовог округа били светле тачке на, иначе, разочаравајућим изборима за Лудакс, странка га није наградила местом у законодавству. Тисо је, међутим, лако добио један на изборима 1925. године, што је такође резултирало великом победом странке. До 1938. био је стални члан чехословачког парламента у Прагу.
Године 1921. Ватикан је именовао Тисоа за монсињора, иако је ово именовање поувећено након потоње смрти папе Бенедикта XV. Од 1921. до 1923. служио је као секретар новог словачког бискупа у Нитри Карола Кметка. Током истог периода, националистичка политичка агитација донела је Тису две осуде пред чехословачким судовима за подстрекавање, од којих је једна резултирала кратким затварањем. Незадовољан, Кметко га је 1923. напустио са места секретара, али га је задржао као професор теологије. Године 1924. Тисо је напустио Нитру и био је именован за ђакона у Бановцима над Бебравоу.
У међуратном периоду Тисо је био умерен политичар и његова способност компромиса учинила га је цењеним посредником странке. Користио је радикалнију реторику као новинар, остављајући по страни велики део антијеврејске реторике својих ранијих новинарских активности. Напао је своје противнике и није увек контролисао своје емоције. Међутим, обично се враћао рационалним аргументима у званичним политичким преговорима. Тисо је оштро критиковао политику централне власти према Словацима и Словачкој. Док је партија још деловала у демократским оквирима, Тисов колега и политички ривал Војтех Тука формирао је два интерна покрета за супротстављање држави или њеном режиму – први је сарађивао са присталицама веикомађарске политике и други који је водио профашистичка паравојна организација Родобрана. Тисо није учествовао у покретима.
Крајем 1920-их Тисо је постао један од лидера странке. Када је председник странке Андреј Хлинка отпутовао 1926. године на 28. међународни евхаристијски конгрес у Чикаго, делегирао је Тису да га представља у президијуму странке. У његовом одсуству, Тисо је водио компликоване преговоре о уласку ХСЛС-а у владу. Успешно је водио преговоре и тако учврстио своју страначку и политичку позицију. Јануара 1927. постао је чехословачки министар здравља и физичког васпитања. Пошто је ХСЛС раније деловао као опозициона странка и није био у стању да испуни сва своја обећања, учешће у власти довело је до губитка кредибилитета. Тисо је поново доказао своје говорничко умеће и подржао одлуку да учествује у влади. Као министар, Тисо је успешно реализовао неколико значајних пројеката у домену здравствене службе у Словачкој. Изненађујуће, одбио је стан владиног министарства, и живео је у једном од прашких манастира. У октобру 1929. ХСЛС је напустио владу након афере. Тисо је био склонији од Хлинке да пронађе компромисе са другим странкама за склапање савеза, али деценију после 1929. године његове иницијативе нису имале успеха. Године 1930. постао је званични потпредседник партије и виђен је као наследник колеге Хлинке.
Тисо је 1930. објавио Идеологију Хлинкине Словачке народне партије у којој је објаснио своје ставове о чешко-словачким односима. Наиме, он је тврдио суверенитет словачке нације над територијом Словачке и индиректно је сугерисао право Словака да усвоје другачија решења и мишљења о разним питањима и да се не усагласе у свему са чехословачком владом у Прагу. Исту идеју је поновио и у својим скупштинским говорима.
До средине 1930-их, Тисови ставови су се померили ка ауторитарним и тоталитарним идејама. Он је више пута изјављивао да је ХСЛС једина странка која представља Словаке и једина странка која се залагала за словачку нацију. Ове тврдње су играле значајну улогу у каснијем крају демократског режима. „Један народ, једна странка, један вођа“, био је део Тисовог говора на партијском конгресу одржаном 1936. Сматрао је да странка треба да покрије све аспекте живота грађана.
Године 1938, уз све већи притисак нацистичке Немачке и Мађарске, представници ХСЛС-а су разговарали са суседним државе о њиховим ставовима о будућности Словачке. У мају 1938, Тисо је водио тајне преговоре са мађарским министром спољних послова Калманом Кањом током евхаристијског конгреса у Будимпешти. Он је изјавио да би Словачка могла бити спремна да се поново придружи Мађарској као аутономна савезна држава ако Чехословачка престане да постоји. Међутим, састанак није прошао добро. Тисо је био разочаран Кањиним ставом и мађарским псеудоисторијским тврдњама везаним за Словачку и сматрао је да је Кањино понашање узвишено и арогантно. Закључио је да Мађарска није озбиљно заинтересована за заједнички споразум и да је више фокусирана на распад Чехословачке, као и Немачка. Стога је, добро свестан слабе економске позиције Словачке, недостатка квалификованих људи и нестабилне међународне ситуације, осећао да је за сада заглавио са Чехословачком. Када је Хлинка умро у августу 1938, Тисо је брзо консолидовао контролу над странком Лудак. Тисо је био званични говорник странке на Хлинкиној сахрани где је позивао на национално јединство и лојалност Чехословачкој републици. Он је, међутим, наставио преговоре са централном владом у Прагу, објаснио је циљеве потенцијалне аутономије и одбио војно решење чехословачко-немачке кризе.

## Аутономна словачка област
У октобру 1938, након Минхенског споразума, Немачка је анектирала и окупирала Судете, главне делове Чехословачке у којима се говорио немачки. Шестог октобра 1938. ХСЛС је искористио слабљење централне власти и прогласио аутономију Словачке (то су подржале неке друге странке у Словачкој). Сутрадан је постао премијер Словачке аутономне области.
Један од његових првих задатака био је да предводи чехословачку делегацију током преговора са Мађарском у Комарну уочи Прве бечке награде . Премијер Тисо, који никада није предводио делегацију у сличним међународним преговорима, нашао се у тешком положају. Централна влада Друге Чехословачке Републике (под притиском терористичких акција које је спонзорисала мађарска влада) и након озбиљних промена међународне ситуације) прихватила је преговоре пре него што је била потпуно спремна, а влада се такође нашла преоптерећена покушавајући да стабилизовати ситуацију са Немачком. Тисо се успротивио предлозима мађарске делегације, али је деловао као флексибилан и стрпљив преговарач. Када је мађарска делегација одбила даљу дискусију, Тисо је затражио помоћ Немачке. Ово је већ обећао немачки министар спољних послова Јоахим фон Рибентроп, ако буде потребно. Касније је Тисо био шокиран Првом бечком арбитражом, толико да је у почетку одбио да потпише протокол. У радијском говору грађанима, Тисо није поменуо Рибентропово обећање, али је окривио владу у Прагу и њену „политику у протеклих двадесет година”.
Дан пре доделе, полиција је ухапсила неколико Јевреја на демонстрацијама Мађарске омладинске организације која је позвала на уступање Комарна Мађарској. Њихово учешће је тада искоришћено у пропаганди која је окривила Јевреје за исход. Тисо се 3. новембра 1938. састао са Јозефом Фалатом (шефом „централне канцеларије за јеврејско питање “који је већ имао контакте са политичарима Нацистичке партије у Бечу) и Јозефом Киршбаумом. Тисо, иначе релативно прагматичан политичар, усвојио је необично чврсто решење. 4. новембра 1938. наредио је депортацију Јевреја „без имовине“, а касније и оних без држављанства, на територију коју је сада припојила Мађарска. Његова влада је тада депортовала више од 7.500 људи, укључујући старије људе, труднице и најмање 570 деце млађе од 15 година, на ничију земљу по кишном јесењем времену. Седмог новембра је отказао акцију.
Као председник владе и министар унутрашњих послова аутономне владе, Тисо је имао широка овлашћења. У октобру–децембру 1938, његова влада није делила власт ни са једним другим словачким јавним телом, јер је аутономни парламент изабран тек накнадно. Током овог периода, ХСЛС је забранио рад свих политичких партија осим оних које су пристале да се „добровољно“ прикључе владајућој коалицији и две странке које представљају мањинско становништво, „Немачку странку“ и „Јединствену мађарску странку“. ХСЛС је тада организовао намештене парламентарне изборе. Тисо је и пре званичног расписивања избора за немачки лист Фелкишер беобахтер рекао да ће бити само једна листа и да Јевреји неће моћи да буду бирани. Депортације и неке друге акције које је вршила Тисова аутономна владе биле су против чехословачког Устава из 1920.

## Сецесија Словачке
У фебруару 1939. Тисо је ушао у преговоре са Немачком о успостављању потпуно независне Словачке, одвојене од Чехословачке. Он је имао директне састанке са немачким представником Артуром Зајс-Инквартом: На састанцима је Тисо у почетку изразио сумњу да ли ће независна Словачка бити одржив ентитет. Чешке војне јединице су потом окупирале Словачку и 9. марта присилиле Тисоа да напусти функцију. Међутим, Русини, такође огорчени због укључивања својих земаља у Чехословачку и угњетавања званичног Праа, такође су почели да тражили аутономију.
Хитлер је позвао Тиса у Берлин и понудио му помоћ за словачку нацију. Хитлер је предложио да Словачка прогласи независност под немачком заштитом (односно статус протектората), и да би, ако не, Мађарска могла анектирати преосталу територију Словачке. Без договора, Тисо је сада затражио од чехословачког председника да сазове седницу словачке скупштине за 14. март. Током те седнице Тисо је одржао говор у коме је обавестио Дијету о свом разговору са Хитлером, потврђујући да је резервисао сваки потез за одлуку о независности да дође од словачке скупштине. На иницијативу председника скупштине Мартина Сокола (који је и сам раније био снажан заговорник чехословачке државе са загарантованом аутономијом Словачкој) подржао је декларацију о независности. Немачка је 15. марта окупирала преостали део Чехословачке након што је Хитлер натерао болесног чешког председника Емила Хачу да пристане на његов план.
Словачка је постала Словачка Република, независна држава (под немачком заштитом) коју су формално признали Совјетски Савез и Немачка, уз дефакто признање Уједињеног Краљевства и Француске (али не и Сједињених Држава које су биле у великој мери одговорне, 1919. за нову вештачку државу Чехословачку). Чешки емигранти и Сједињене Државе сматрале су Словачку марионетском државом Немачке. Након каснијег признања чехословачке владе у егзилу од стране Велике Британије, Канцеларија за иностране и послове Комонвелта је обавестио чешко министарство спољних послова да Британија не признаје никакве територијалне претензије Чехословачке.
Тисо је првобитно био премијер од 14. марта 1939. до 26. октобра 1939. године. Тисо не само да је подржао инвазију нацистичке Немачке на Пољску у септембру 1939, већ је послао словачке трупе, што су Немци наградили дозвољавајући Словачкој да анексира 777 km² пољске територије. Тисо је 1. октобра 1939. званично постао председник Словачке народне партије . 26. октобра постао је председник Словачке Републике и именовао Тука за премијера. После 1942. председник Тисо је такође носио титулу Vodca („Вођа“), имитација немачког Фирера.

## Антисемитизам и депортација Јевреја
На Салцбуршкој конференцији 28. јула 1940. постигнут је споразум о успостављању националсоцијалистичког режима у Словачкој. Тука је присуствовао конференцији, као и Хитлер, Тисо, Јоахим фон Рибентроп, Александар Мах (шеф гарде Хлинка ) и Франц Кармасин, шеф локалне карпатске немачке мањине. Као резултат конференције, створене су две државне агенције које се баве „јеврејским пословима“. „Самит у Салцбургу“ је резултирао ближом сарадњом са Немачком, а Тука и други политички лидери су повећали своја овлашћења на рачун Тисовог првобитног концепта католичке корпоративне државе. Споразум је захтевао двоструко командовање Словачке народне партије и Хлинка гарде (ХСЛС), као и убрзање словачке антијеврејске политике. Нацистичка влада је именовала вођу Штурмабтајлунга Манфреда фон Килингера за немачког представника у Словачкој. Тисо је, међутим, прихватио ове промене у каснијем разговору са Хитлером. СС официр Дитер Вислицени је послат у Словачку да делује као „саветник“ о јеврејским питањима. Партија под Тисовим и Тукиним вођством се придружила нацистичкој политици имплементирајући антисемитско законодавство у Словачкој. Главни акт био је Јеврејски законик, према којем Јевреји у Словачкој нису могли да поседују никакву некретнину или луксузну робу, били су искључени из јавних функција и слободних занимања, нису могли да учествују у спортским или културним догађајима, били су искључени из средњих школа и универзитета и били су обавезни да носе Давидову звезду у јавности.
Иако постоје различита мишљења савремених политичара о нивоу инволвираности Јозефа Тиса у депортацијама Јевреја из Словачке, јасно је да је, у складу са немачком политиком и „сугестијама“, као и својим ранијим антисемитизмом, подстицао ове акције, поред осуда депортација дела словачких епископа. У фебруару 1942. Словачка је постала први нацистички савезник који је пристао на депортације. Нацисти су тражили 20.000 младих способних Јевреја за радне обавезе. Тисо се надао да ће испуњење захтева помоћи у повратку 120.000 словачких радника из Немачке. У августу 1942. године, након што је већина словачких Јевреја послата у Немачку окупирану Пољску и када је постало јасно да се депортовани систематски убијају, Тисо је одржао говор на Холичу у којем је позвао Словаке да „збаце свог паразита [ Јевреји]“ и правдао је наставак депортације Јевреја из Словачке. Хитлер је 30. августа прокоментарисао „Занимљиво је како нам овај мали католички свештеник Тисо шаље Јевреје!“. Подсекретар Ватикана Доменико Тардини пожалио се: „Сви разумеју да Света столица не може да заустави Хитлера. Али ко може да разуме да не зна како да обузда свештеника?“
Касније 1942. године, усред протеста у Ватикан, у периоду када је немачко напредовање у Совјетски Савез је заустављено, Словачка је тада постала прва од Хитлерових марионетских држава која је затворила депортације. Мазовер је написао: „Када је Ватикан протестовао, влада је пркосно одговорила: 'Нема стране интервенције која би нас зауставила на путу ослобођења Словачке од Јевреја', инсистирао је председник Тисо. Узнемирујуће сцене у железничким колодворима депортованих које су тукли стражари Хлинке изазвали су протесте, укључујући протесте водећих црквењака као што је бискуп Павол Јантауш. Ватикан је два пута звао словачког амбасадора да се распита шта се дешава у Словачкој. Према британском историчару Ричарду Евансу, ове интервенције су „навеле да се Тисо, који је ипак још увек био свештеник светог реда, предомислио о програму“. Ђузепе Бурцио и други јавили су Тису да Немци убијају депортоване Јевреје. Тисо је оклевао, а затим одбио да депортује 24.000 преосталих Јевреја из Словачке.
Када су се 1943. године појавиле гласине о даљим депортацијама, папски нунције у Истанбулу монс. Анђело Ронкали (касније папа Папа Јован XXIII) и Бурзио су помогли да се Света столица подстакне да енергично интервенише.Ватикан је потом осудио обнављање депортација 5. маја, а словачки епископат је 8. маја 1943. издао пасторално писмо у којем осуђује тоталитаризам и антисемитизам. Према Евансовим речима, Тука је био „приморан да се повуче због јавних протеста, посебно Цркве.
Августа 1944. године избио је Словачки народни устанак против Тисове владе. Немачке трупе су послате да угуше устанак, а са њима су дошле Ајнзацгрупе и безбедносна полиција оптужене за прикупљање или убиство преосталих словачких Јевреја. Током немачке окупације, још 13.500 Јевреја је депортовано, већином у Аушвиц, а 5.000 је затворено. Неки су убијени у самој Словачкој, посебно у Кремничкој и Немечкој.
Тисо је остао на функцији током окупације немачке војске, али је његово председништво пребачено на углавном титуларну улогу пошто је Словачка изгубила дефакто независност коју је раније имала. Бурзио је молио Тисоа да бар поштеди католике јеврејског порекла од депортације и пренео је папино упозорење: „Неправда коју чини његова влада штетна је за престиж његове земље и непријатељи ће је искористити да дискредитују свештенство и Цркву широм света“.
До краја Холокауста, више од две трећине Јевреја који су живели у Словачкој било је убијено.

## Пресуда и смрт
Тисо је изгубио сву моћ када је совјетска Црвена армија освојила последње делове западне Словачке у априлу 1945. године. Побегао је прво у Аустрију, а затим у капуцински манастир у Алтетингу у Баварској. У јуну 1945. су га ухапсили Американци и изручили поново успостављеној Чехословачкој, да му се суди у октобру 1945. Дана 15. априла 1947. Чехословачки национални суд (Národný súd) прогласио га је кривим за многе оптужбе против њега и осудио га на смрт због „државне издаје, издаје антифашистичке партизанске побуне и сарадње са нацизмом“.
Тисо је осуђен на смрт, лишење грађанских права и конфискована му је целокупна имовина. Тисо се обратио чехословачком председнику Едварду Бенешу и очекивао јр одлагање; његов тужилац је препоручио помиловање. Међутим, никаквог одлагања није било. Тисо је обешен у Братислави, одевен у свештеничку одежду, 18. априла 1947. године. Чехословачка влада га је тајно сахранила како би избегла могућност да његов гроб постане место окупљања истомишљеника, али крајње десничарски следбеници Тиса убрзо су идентификовали његов гроб на гробљу Светог Мартина у Братислави. Деценијама касније, након ДНК теста у априлу 2008. који је то потврдио, тело Тиса је ексхумирано и сахрањено у катедрали Светог Емерама у Нитри, у складу са канонским правом.

## Наслеђе
Током периода комунизма, Тисо је формално проглашен клерофашистом  Са падом комунизма 1989. и потоњом независношћу Словачке, поново је почела жестока дебата о његовој улози. Џејмс Мејс Ворд пише у Тисовој биографији Свештеник, политичар, сарадник (2013): „У најгорем случају, [дебата] је била гориво за ултранационалистички покушај реформе словачког друштва, помажући да се дестабилизује Чехословачка. У најбољем случају, дебата је инспирисала промишљено преиспитивање Тисовог дела и охрабрила је Словаке да се боре са наслеђем колаборације“.
Припадници крајње деснице су октобра 2008. године направили спомен гроб на Мартиновом гробљу у знак сећања на Тису.Гроб се од тада користи као повремено место окупљања многих екстремно десничарских груп. Ревизионистичка пропаганда Тиса проглашава „мучеником“ који је „жртвовао свој живот за своју веру и нацију“ и тако покушавају да га наслика као невину жртву комунизма и свеца.